# کومه‌ای‌بارای گیسودار
ابر کومه‌ای‌بارای گیسودار (Cumulonimbus capillatus) گونه‌ای از ابر کومه‌ای‌بارا است که اکثراً در قسمت فوقانی دارای قسمت‌های پرسامانند مشخص و به وضوح ریسه‌دار، با ساختار مخطط است و اغلب به شکل سندان یا پر یا توده‌ای از موهای کم‌وبیش نامنظم دیده می‌شود.
این ابرها ازجمله ابرهایی است که به صورت عمودی گسترش پیدا می‌کنند.